# Irmena Chichikova

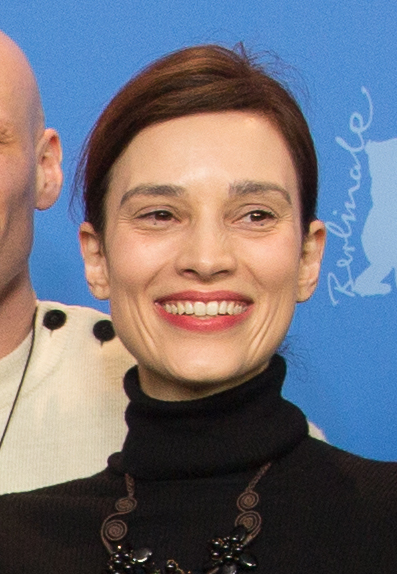
Irmena Chichikova, 2018

Irmena Chichikova (bulgarisch Ирмена Чичикова; * 22. Mai 1984 in Plowdiw) ist eine bulgarische Film- und Fernseh- sowie Theaterschauspielerin.

## Werdegang

### Ausbildung
Chichikova besuchte in Plowdiw die französischsprachige Schule Antoine de Saint Exupéry und machte 2003 ihren Abschluss, bevor sie in Sofia ihre Ausbildung an der Nationalen Akademie für Theater- und Filmkunst „Krastjo Sarafow“ unter der Leitung von Margarita Mladenowa und Iwan Dobtschew begann. Sie studierte auch Neugriechisch. Ihr Schauspieldiplom erhielt sie 2008 für ihre Mitwirkung in den Diplominszenierungen Drei Schwestern von Anton Tschechow unter der Regie von Margarita Mladenowa sowie für Dakota von Jordi Galceran (Regie: Stilian Petrow). Seit ihrem Abschluss arbeitet sie als freie Schauspielerin.

### Theater
Chichikova debütierte 2008 im Stück The Art of Sweeping Things Under the Rug (im schwedischen Original: Konsten att sopa under mattan), das auf dem 2. Teil von Ingmar Bergmans ursprünglich 6-teiliger Fernsehserie Szenen einer Ehe basiert. Für die Darstellung der Rechtsanwältin Marianne in diesem Stück erhielt sie 2009 eine Nominierung für den IKAR Theatre Award und wurde für die beste weibliche Hauptrolle mit dem ASKEER Theatre Award ausgezeichnet. Im Anschluss daran spielte sie in Nirvana (2009). In den folgenden Jahren bereiste Chichikova Kanada und Frankreich mit dem Stück Der Bau der Befreiten Imagination (2010), basierend auf Werken von Eugène Ionesco. Anschließend war sie 2012 in Entenjagd (engl. Titel: Duck Hunting) von Alexander Wampilow am bulgarischen Nationaltheater „Iwan Wasow“ zu sehen.

### Film
Im Jahr 2010 erschien Chichikova in ihrem ersten Spielfilm Der Glasfluss (2010). Im Jahr 2012 hatte sie ihre erste Hauptrolle in dem Film I Am You, für den sie positive Kritiken erhielt und die Auszeichnung Goldene Rose gewann. 2014 spielte sie im Film Viktoria, der beim Sundance Film Festival Premiere hatte, die Rolle der Borjana. Der Film spielt zur Zeit des Kommunismus in Bulgarien und ist eine Mischung aus Satire, Surrealismus und Drama. Er begleitet Viktoria und ihre Mutter Borjana und behandelt gleichzeitig den sozialen und kulturellen Übergang Bulgariens vom Kommunismus zur Demokratie. Im folgenden Jahr war Chichikova in Sound Hunters zu sehen. 2018 war sie in Adina Pintilies semidokumentarischen Experimentalfilm Touch Me Not zu sehen, der bei der 68. Berlinale den Goldenen Bären gewann. Eine weitere Rolle erhielt sie in der Tragikomödie The Black Sea, die im März 2024 beim South by Southwest Film Festival vorgestellt werden soll.

### Sonstiges
Im Jahr 2011 moderierte sie die Feier zum 90-jährigen Bestehen der Vereinigung bulgarischer Künstler und der IKAR Theatre Awards. Ihre erste Fotoausstellung, Postidentity von Liliana Karadjova, begann sie im Jahr 2010. Seit 2007 war sie auch Modell für die Modedesignerin Neli Miteva.

## Filmografie
- 2012: Az Sam Ti
- 2014: Viktoria
- 2018: Touch Me Not
- 2024: The Black Sea

## Auszeichnungen und Nominierungen
- ASKEER Theatre Awards (2009): Auszeichnung für die weibliche Hauptrolle der Marianne in The Art of Sweeping Things Under the Rug (2009) von Desislava Shpatova
- Dritter Preis beim Nationalen Festival der kleinen Theaterformen in Vratza, Bulgarien als weibliche Hauptdarstellerin in The Art of Sweeping Things Under the Rug (2009) von Desislava Shpatova
- IKAR Theatre Awards (2009): Nominierung als beste Schauspielerin für die Rolle der Marianne in The Art of Sweeping Things Under the Rug (2009) unter der Regie von Desislava Shpatova
- Golden Rose Film Festival (2012): Gemeinsame Auszeichnung mit Janet Spassova für die weibliche Hauptrolle der Yura bzw. Adriana in dem Film I Am You (2012) unter der Regie von Petar Popzlatev